# 扎瓦金齊 (戈羅多克區)
49°5′19″N 26°31′30″E / 49.08861°N 26.52500°E
扎瓦丁齊（烏克蘭語：Завадинці）是位於烏克蘭西部的村莊，由赫梅利尼茨基州裡赫梅利尼茨基區的霍羅多克市鎮負責管轄。該村始建於1493年，面積1.7平方公里，海拔高度302米，2001年人口661，人口密度每平方公里388.8人。